# What Goes On (The Beatles)
What Goes On è un brano dei Beatles apparso sul loro album Rubber Soul; è l'unica canzone dei Beatles ad essere accreditata a Lennon-McCartney-Starkey.

## Il brano
L'idea iniziale risale ai Quarrymen ed è stata opera di John Lennon; nelle scadenze di Rubber Soul venne ripreso, e sia Paul McCartney che Ringo Starr hanno contribuito, al pezzo. Il primo, secondo Lennon, ha composto la sezione a contrasto, ma nel brano non ne è presente alcuna; il suo contributo risale intorno al 1963, quando la fecero ascoltare a George Martin, durante le sedute di registrazione per il singolo From Me to You/ Thank You Girl; in quell'occasione il brano venne provato, ma non registrato. Invece si pensa che Ringo Starr abbia contribuito con alcune espressioni del testo o con il ritmo country & western. Egli comunque ha affermato di aver composto cinque parole. Venne registrato in una sessione serale il 4 novembre 1965, lo stesso giorno di 12-Bar Original, in un solo nastro.
In molti stati, ma non in Inghilterra, venne pubblicato come lato B di Nowhere Man. Della canzone esiste una versione, mai pubblicata nemmeno su bootleg, nel quale McCartney suona la chitarra elettrica, la batteria e canta; venne realizzata da Paul per fargli sentire come doveva venire la canzone.

## Formazione
- Ringo Starr: voce, batteria
- Paul McCartney: cori, basso elettrico
- John Lennon: cori, chitarra ritmica
- George Harrison: chitarra solista[2][4][8]